# Абдурахманов, Рашид Сулейманович
Абдурахманов Рашид Сулейманович (22 мая 1988, г. Махачкала, ДАССР, СССР) — российский боец, восьмикратный чемпион России по смешанным единоборствам, пятикратный чемпион Мира по смешанным единоборствам, четырехкратный Чемпион Европы, Мастер спорта международного класса РФ.

## Биография
Абдурахманов Рашид Сулейманович родился 22 мая 1988 года в республике Дагестан. По национальности — лакец. Учился и тренировался в спортивном клубе «Возрождение». Воспитанник заслуженного тренера России Багаутдина Чаптиева.
Имеет 2 высших образования: спортивное, юридическое.

## Спортивная карьера
Дебютировал в ProFC — Fight Night 2. В январе 2010 года потерпел поражение от россиянина Алгириева Рамазана, после чего Абдурахманов надолго застрял в любительской карьере и добился немалых результатов, однако в 2015 году вернулся на профессиональную арену.

### Лига профессиональных бойцов
Абдурахманов дебютировал в России 30 января 2010 года в ProFC — Fight Night 2 против Алгириева Рамазана в полусреднем весе. Там он проиграл бой техническим приемом в первом раунде.
Последующие бои выиграл техническим нокаутом.

## Достижения
- Чемпион мира по кунг-фу(Саньда) (2011, Турция).
- Чемпион мира по кунг-фу(Саньда) (2012, Кувейт).
- Чемпион мира по универсальным боям (2013, Россия, Медынь).
- Чемпион мира по рукопашному бою (2012, Казахстан, Алматы).
- Обладатель Кубка мира по панкратиону (2019, Россия, Омск).
- Чемпион Европы по ушу-саньда (2014).
- Чемпион Европы по универсальным боям (2012).
- Чемпион Европы по кунг-фу (Саньда) (2017).
- Чемпион России по кунг-фу (Саньда).
- Чемпион России по ушу-саньда.
- Чемпион России по Вьет во дао.
- Чемпион России по универсальным боям.
- Победитель Международного турнира по ушу-саньда (2004).